# Mercedes-Benz W152
Mercedes-Benz G 5 är en terrängbil, tillverkad av den tyska biltillverkaren Mercedes-Benz mellan 1937 och 1941.
Mercedes-Benz försökte förgäves sälja sin terrängvagn G 5 till den tyska krigsmakten. Bilen var mycket avancerad, med permanent fyrhjulsdrift och individuell hjulupphängning med skruvfjädrar runt om. Styrning även på bakhjulen kunde kopplas in vid behov, vilket gjorde bilen mycket lättmanövrerad i terrängen. Motorn var en större version av den sidventilsmotor som satt i 170 V.
Sedan krigsmakten gjort klart att man inte hade något behov av den avancerade och dyra bilen, försökte Mercedes-Benz sälja den på den civila marknaden, som en föregångare till dagens SUV-modeller. Bilen presenterades på London-salongen i oktober 1938 och de flesta bilarna såldes på export till länder med mindre väl utvecklade vägnät.
Motor
| Modell | Motor                   | Cylindervolym | Effekt | Bränslesystem   |
| ------ | ----------------------- | ------------- | ------ | --------------- |
| G 5    | M149: 4-cyl radmotor sv | 2006 cm³      | 45 hk  | Enkel förgasare |

Tillverkning
| Modell | Antal |
| ------ | ----- |
| G 5    | 378   |